# 竹山健一

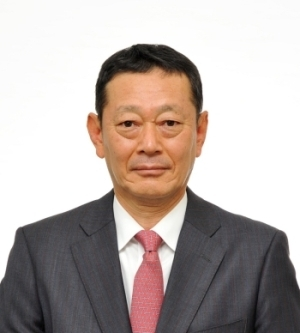
在スラバヤ日本国総領事館ウェブページより（令和4年1月）

竹山 健一（たけやま けんいち、昭和36年 -）は、岐阜県出身の日本の外交官。
南部アジア部南東アジア第二課地域調整官などを経て、2021年3月から、在スラバヤ日本国総領事館総領事を務める。

## 略歴
- 1985年4月　外務省入省
- 1995年2月　在インドネシア日本国大使館 二等書記官
- 2000年9月　在カナダ日本国大使館 一等書記官
- 2002年10月　在マカッサル日本国総領事館 領事
- 2006年8月　経済協力局無償資金・技術協力課 課長補佐
- 2008年10月　独立行政法人国際協力機構資金協力支援部 次長（実施管理担当）
- 2009年8月　在マダガスカル日本国大使館 参事官
- 2012年6月　在インドネシア日本国大使館 兼 ASEAN 代表部 参事官
- 2019年8月　南部アジア部南東アジア第二課 地域調整官
- 2021年3月　在スラバヤ日本国総領事館 総領事